# Charles Funck-Hellet
Pour les articles homonymes, voir Funck et Hellet.
 (juin 2024).
La mise en forme du texte ne suit pas les recommandations de Wikipédia : il faut le « wikifier ».
Les points d'amélioration suivants sont les cas les plus fréquents :
- Les titres sont pré-formatés par le logiciel. Ils ne sont ni en capitales, ni en gras.
- Le texte ne doit pas être écrit en capitales (les noms de famille non plus), ni en gras, ni en italique, ni en « petit »…
- Le gras n'est utilisé que pour surligner le titre de l'article dans l'introduction, une seule fois.
- L'italique est rarement utilisé : mots en langue étrangère, titres d'œuvres, noms de bateaux, etc.
- Les citations ne sont pas en italique mais en corps de texte normal. Elles sont entourées par des guillemets français : « et ».
- Les listes à puces sont à éviter, des paragraphes rédigés étant largement préférés. Les tableaux sont à réserver à la présentation de données structurées (résultats, etc.).
- Les appels de note de bas de page (petits chiffres en exposant, introduits par l'outil «  Source ») sont à placer entre la fin de phrase et le point final[comme ça].
- Les liens internes (vers d'autres articles de Wikipédia) sont à choisir avec parcimonie. Créez des liens vers des articles approfondissant le sujet. Les termes génériques sans rapport avec le sujet sont à éviter, ainsi que les répétitions de liens vers un même terme.
- Les liens externes sont à placer uniquement dans une section « Liens externes », à la fin de l'article. Ces liens sont à choisir avec parcimonie suivant les règles définies. Si un lien sert de source à l'article, son insertion dans le texte est à faire par les notes de bas de page.
- La présentation des références doit suivre les conventions bibliographiques. Il est recommandé d'utiliser les modèles {{Ouvrage}}, {{Chapitre}}, {{Article}}, {{Lien web}} et/ou {{Bibliographie}}. Le mode d'édition visuel peut mettre en forme automatiquement les références.
- Insérer une infobox (cadre d'informations à droite) n'est pas obligatoire pour parachever la mise en page.

Pour une aide détaillée, merci de consulter Aide:Wikification.
Si vous pensez que ces points ont été résolus, vous pouvez retirer ce bandeau et améliorer la mise en forme d'un autre article.
Joseph Carl (Charles) Funck-Hellet, né le 18 décembre 1883 à Luxembourg-Ville et décédé le 8 février 1976 à Toulon, est un médecin, auteur et peintre luxembourgeois-français.

## Biographie
Charles Funck est l'un des sept enfants de l'architecte Pierre Funck (1846-1932) et de Johanna Catharina Louise Eydt. Son grand-père maternel, Jean-François Eydt, était également architecte. Funck fait ses études à Nancy, où il obtient sa licence en lettres en 1904. Il s'oriente vers la médecine et suit le soir des cours de dessin à l'École municipale des Beaux-Arts. En 1907, il reçoit des médailles de l'École municipale et de la Faculté de médecine. En 1909, il participe avec sa peinture à une exposition internationale à Nancy. L'année suivante, Funck obtient le titre de docteur en médecine et est naturalisé français. Après avoir poursuivi ses études à l'Académie de médecine de Paris, il s'installe comme médecin à Clichy, aux portes de la capitale, et s'inscrit à l'Ordre des médecins.
En tant que Français, le médecin est également astreint au service national. Mobilisé en 1914, il sert pendant la Première Guerre mondiale, dont deux ans et demi au front. Il reçoit à ce titre la Croix de guerre 1914-1918. En 1929, il est diplômé en hygiène de la faculté de médecine de Paris. Pendant la Seconde Guerre mondiale, il s'engage comme volontaire dans la défense passive et est nommé médecin-chef du secteur ouest et du poste de santé d'Asnières-sur-Seine. Après la guerre, il reçoit la Croix de guerre 1939-1945. Funck occupe divers postes annexes, notamment attaché médical d'Asnières, membre de la Commission d'hygiène de la Seine, vice-président de la Chambre de commerce luxembourgeoise en France, membre du bureau de la Mission France-Luxembourg et secrétaire adjoint de la section luxembourgeoise de l'Idée Française à l'Étranger.
Funck épouse Madeleine Hellet (1891-1976) en 1921 et ajoute son nom au sien. Comme lui, sa femme est une passionnée de peinture. Ils sont tous deux membres du Cercle artistique de Luxembourg et participent aux salons de cette société dans les années 1920 et 1930,. Il participe également aux salons de Clichy et y reçoit une médaille d'argent (1920) et deux médailles d'or (1951, 1955). Il est membre de la Société Libre des Artistes Français. Charles Funck-Hellet publie une dizaine d'ouvrages sur l'art et donne des conférences. Il s'intéresse particulièrement à l'analyse mathématique de la composition et à l'utilisation du nombre d'or en art et en architecture. En 1933, il écrit au peintre Maurice Denis à ce sujet: "Comme vous, je cherche un moyen simple et rapide de fixer des rapports harmoniques, destinés non à composer, mais à équilibrer une composition déjà établie. Actuellement nous en sommes encore à la période analytique, la plus longue et la plus ardue. De ces recherches ressortiron peu à peu le lois de l'harmonie. Ce qui à mes yeux est primordial, c'est de trouver des schémas qui harmonise toute la composition avec interdépendance des rapports. Puis de trouver, lors des analyses, des schémas qui montrent effectivement tous ces rapport."
Il est décédé en 1976, à l'âge de 92 ans, suivi deux semaines plus tard par son épouse.

## Quelques ouvrages
- 1914 : Il dessine les armoiries de la ville jumelle de Hollerich-Bonnevoie[11]

Publications
- 1932 Les oeuvres peintes de la renaissance italienne et le nombre d'or. Paris: Librairie Le François.
- 1934 L'optique du peintre et le nombre d'or. Paris: Ed. Debat.
- 1950 Composition et nombre d'or dans les oeuvres peintes de la Renaissance : proportion, symétrie, symbolisme. Paris: Éditions Vincent, Fréal & Cie. Avec une préface d'Émile Aubry.
- 1951 De la proportion; l'équerre des maîtres d'œuvre.. Éditions Vincent, Fréal & Cie.
- 1956 La Bible et la grande pyramide; témoignages authentiques du mètre et de pi. Éditions Vincent, Fréal & Cie.

## Distinctions
Le Dr Charles Funck-Hellet a reçu une douzaine d'honneurs officiels, dont: 
- Croix de guerre 1914-1918
- Officier d'Académie (promotion 1928)
- Chevalier de l'Ordre de la Couronne de chêne (promotion 1930)
- Croix de guerre 1939-1945
- Chevalier de l'Ordre national de la Légion d'honneur (promotion 1949)[12]